# Deutscher Weinfonds

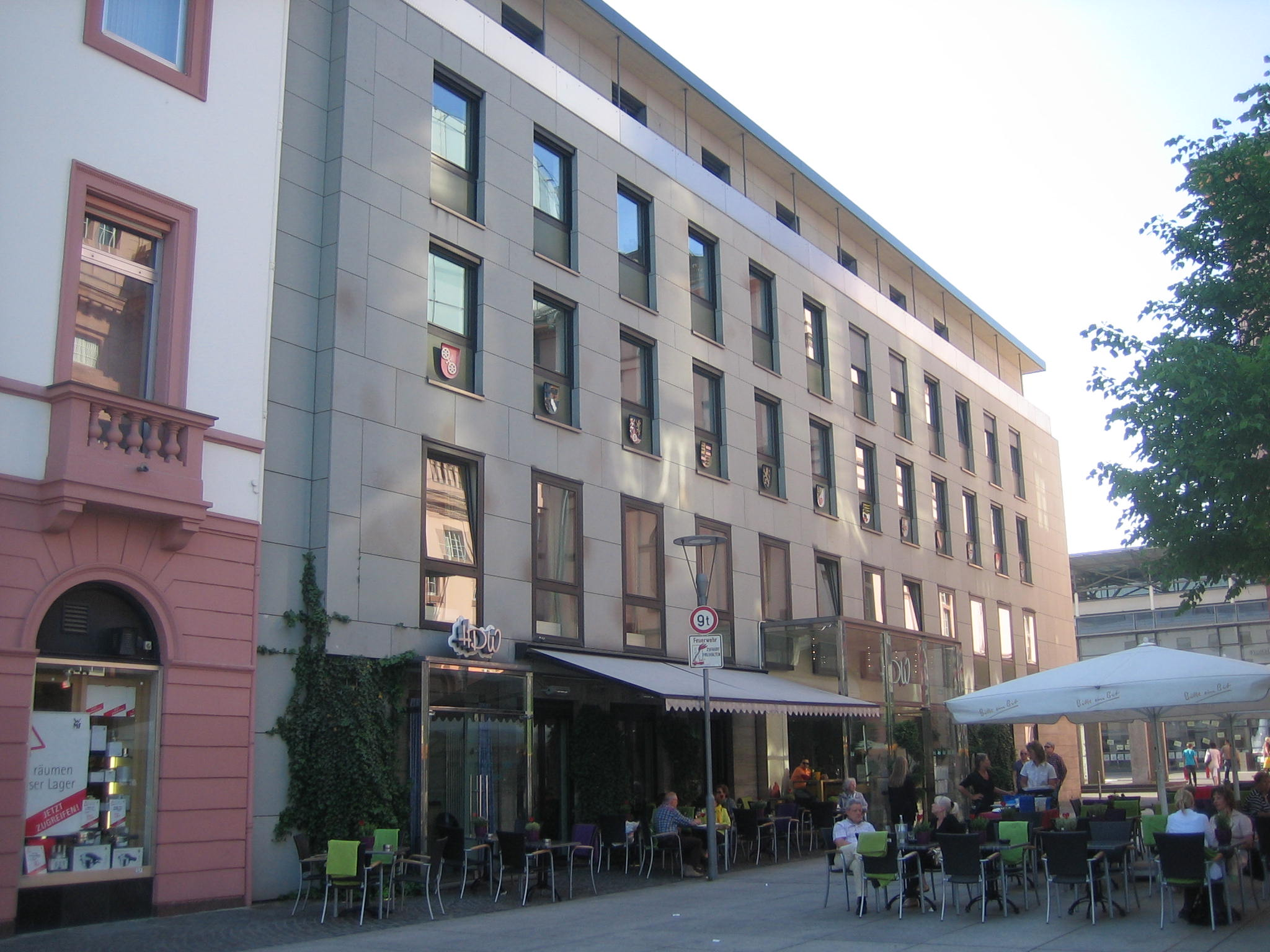
Sitz bis 2016 in Mainz: Das Haus des Deutschen Weines flankiert Gutenbergplatz / Höfchen.

Der Deutsche Weinfonds (DWF) und das Deutsche Weininstitut (DWI) sind Selbsthilfeeinrichtungen der deutschen Weinwirtschaft zur Förderung der Qualität und des Absatzes deutscher Weine durch gemeinschaftliche wettbewerbsneutrale Maßnahmen des Marketings im In- und Ausland.
Beide Einrichtungen hatten bis 2016 ihren Sitz in Mainz; am 1. April 2016 bezogen sie ein Bürogebäude in Bodenheim, das direkt südlich an Mainz angrenzt. Die Adresse wurde eigens auf „Platz des Weines 2“, früher: „Am Kümmerling 35“, geändert.

## Rechtsgrundlage
Der Deutsche Weinfonds (DWF) ist eine durch Bundesgesetz (Weinwirtschaftsgesetz vom 29. August 1961) errichtete Anstalt des öffentlichen Rechts. Er wird getragen von der Weinwirtschaft und steht unter der Rechtsaufsicht des Bundesministeriums für Ernährung und Landwirtschaft (BMEL). Gesetzliche Grundlage ist heute das Weingesetz in der jeweils geltenden Fassung.
Das Deutsche Weininstitut wurde als privatwirtschaftliche Initiative in der Rechtsform einer GmbH im Jahr 1949 als „Deutsche Weinwerbung“ gegründet. Alleiniger Gesellschafter ist der DWF.

## Organe und Ziele
Im Deutschen Weinfonds ist oberstes Organ der Verwaltungsrat, der aus 44 Personen besteht:
- 18 Vertreter der Winzer und ihrer Genossenschaften
- 8 Vertreter der gebietlichen Absatzförderungseinrichtungen
- 8 Vertreter der übrigen Gruppierungen der Weinwirtschaft
- 10 Vertreter der Absatzwirtschaft und Verbraucherschaft

Im Deutschen Weininstitut werden die grundsätzlichen Entscheidungen von der Gesellschafterversammlung getroffen. Die laufenden Geschäfte im Deutschen Weinfonds und im Deutschen Weininstitut werden vom Vorstand des Deutschen Weinfonds beziehungsweise vom Geschäftsführer des Deutschen Weininstituts in Personalunion wahrgenommen.
Ziele sind u. a. die Förderung der Weinqualität durch Unterstützung von Wettbewerben und wissenschaftlicher Forschung sowie die Förderung des redlichen Wettbewerbs und der Schutz der deutschen Weinbezeichnungen im In- und Ausland.

## Finanzierung
Die zur Erfüllung seiner Aufgaben erforderlichen Mittel werden vom DWF über eine obligatorische Abgabe erhoben, die von der deutschen Weinwirtschaft – Erzeugern und Vermarktern – aufzubringen ist.
Die Abgabenhöhe ist in § 43 des Weingesetzes geregelt. Demnach muss jeder Erzeuger eine Abgabe von 0,67 Euro pro Ar Weinbergsfläche entrichten, sofern diese mehr als 10 Ar umfasst. Zudem sind Betriebe, die inländische Weine inklusive Perl- und Schaumweine abfüllen und an andere gewerbsmäßig abgeben bzw. nicht abgefüllt ins Ausland verkaufen, unter Anrechnung eines Freibetrags von 80 Euro zur Entrichtung einer jährlichen Abgabe in Höhe von 0,67 Euro pro Hektoliter verpflichtet.
Das jährliche Gesamtaufkommen des DWF beträgt je nach Erntemenge durchschnittlich 10 Millionen Euro. Die Maßnahmenplanung und Budgetierung der Maßnahmen erfolgt in einem vom BMEL zu genehmigenden Wirtschaftsplan. Der Deutsche Weinfonds unterliegt zudem der Überprüfung durch den Bundesrechnungshof.
Nachdem das Bundesverfassungsgericht (BVerfG) im Jahr 2009 die ähnliche Zwangsabgabe an den Absatzfonds der Land- und Ernährungswirtschaft („CMA“) sowie an den Absatzfonds der Forst- und Holzwirtschaft für verfassungswidrig erklärt hat, klagten einige Winzer unter Berufung auf die BVerfG-Entscheidung auch gegen die Weinwerbeabgabe. Bei Verwaltungsgerichten hatten sie allerdings keinen Erfolg, weil, so die Gerichte, die Abgabe im Weingesetz ihre rechtliche Basis habe. Auch Revisionsverfahren vor dem Bundesverwaltungsgericht (BVerwG) und Verfassungsklagen vor dem BVerfG waren erfolglos. So entschied das BVerwG nach Klagen rheinland-pfälzischer Winzer und Kellereien 2011 letztinstanzlich, dass die durch den Deutschen Weinfonds erhobene Weinwerbeabgabe verfassungsmäßig ist.

## Organisation und Zusammenarbeit
Der Deutsche Weinfonds und das Deutsche Weininstitut wirken an der gesetzlich vorgeschriebenen Abstimmung der Gemeinschaftswerbung mit. Die Koordination der gebietlichen und gebietsübergreifenden Maßnahmen durch die Deutsche Weinwerbe GmbH schafft Synergieeffekte und Rabatte.
Bei der Durchführung seiner Aufgaben soll sich der DWF gem. § 37 Abs. 2 WeinG der Einrichtungen der Wirtschaft bedienen. Hierbei handelt es sich um zwei Einrichtungen: die Deutsche Weininstitut GmbH (DWI) und die Deutsche Weinakademie GmbH (DWA). Beide Einrichtungen wurden ausschließlich zum Zweck gegründet, den DWF bei der Erfüllung seiner gesetzlichen Aufgaben (§ 37 Abs. 1 WeinG) zu unterstützen.
Die organisatorische Eingliederung des DWI in die gesetzliche Aufgabenerfüllung des DWF kommt insbesondere dadurch zum Ausdruck, dass der Vorstand des DWF in Personalunion Geschäftsführer der DWI ist. Der Wirtschaftsplan des DWI unterliegt ebenfalls der Genehmigungspflicht durch das BMEL.
Darüber hinaus bedient sich der DWF der DWA in folgenden Teilbereichen seiner gesetzlichen Aufgabenstellung: Durchführung von wissenschaftlichen Seminaren und Kolloquien, Vergabe und Koordinierung wissenschaftlicher Studien, Erstellung, Gestaltung und Verbreitung von Aufklärungsschriften und sonstige Verbreitung wissenschaftlicher Erkenntnisse.
Auch hier ist der Vorstand des DWF zugleich Geschäftsführer der DWA. Der Wirtschaftsplan der DWA bedarf ebenfalls der Genehmigung durch das BMEL.

## Marketing
Der DWF bedient sich des DWI bei der Förderung der Qualität und des Absatzes inländischen Weines durch gemeinschaftliche, wettbewerbsneutrale Maßnahmen des Marketings im In- und Ausland. Hierzu zählen PR-Aktivitäten sowie Informationsveranstaltungen und Events, Anzeigenkampagnen, Hörfunkbeiträge, Broschüren, Publikationen, Studien, die Durchführung von Messen und Ausstellungen und die Teilnahme bzw. Förderung der Teilnahme hieran ebenso wie Marktbeobachtung und die Durchführung von Schulungen und Beratung.
Das Deutsche Weininstitut erstellt in jedem Weinwirtschaftsjahr eine zweisprachige Statistik zur Marktentwicklung, Weinerzeugung, den Rebflächen nach Ländern und zum Bundesrebsortenspiegel.
Zu den vielfältigen Maßnahmen gehören im Inland: Verbraucheraufklärung durch Pressearbeit, das Betreiben eines Informationsportals für deutsche Weine, Informationsmaterial und Anzeigenwerbung. Schulung und Seminare für Handel und Gastronomie, regelmäßige Informationsdienste. Durchführung von Veranstaltungen, Beteiligung an Messen und Ausstellungen. Herstellung und Verbreitung von Informations- und Werbematerial für Erzeuger und Absatzmittler.
Die Auslandsaktivitäten richten sich auf Vorbereitung und Unterstützung von einzelunternehmerischem Handeln. Es werden folgende Instrumente eingesetzt: PR und Pressearbeit, das Informationsportal in englischer Sprache. Messen, Ausstellungen und Veranstaltungen. Informationsdienste und Schulungen. Verkaufsförderung, Werbung und Informationsmaterial.
DWI/DWF bedienen sich hier eines weltweiten Netzes von professionellen PR- und Marketingagenturen oder arbeiten mit den bilateralen Handelskammern in den folgenden Exportländern zusammen: Großbritannien, Japan, USA, Niederlande, Schweden, Norwegen, Kanada, Schweiz, Belgien und Dänemark sowie in den Zukunftsmärkten von Mittel- und Osteuropa, Südamerika und Asien.